# Heliogomphus kelantanensis
Heliogomphus kelantanensis là loài chuồn chuồn trong họ Gomphidae. Loài này được Laidlaw mô tả khoa học đầu tiên năm 1902.